# Namaqualândia

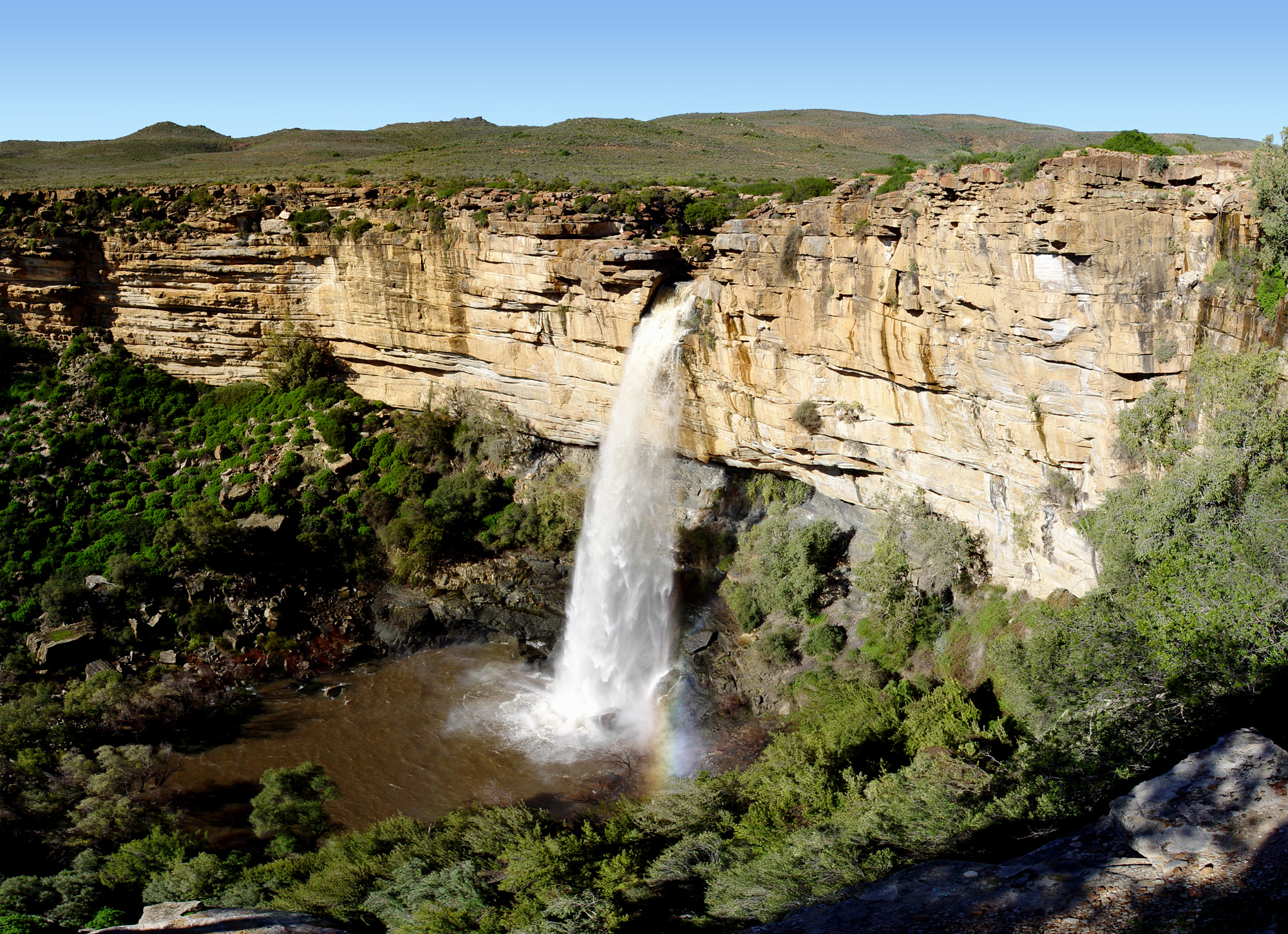
Uma cachoeira situada a alguns quilômetros ao norte de Nieuwoudtville, na estrada para Loeriesfontein, no Cabo Norte (região da Namaqualândia)

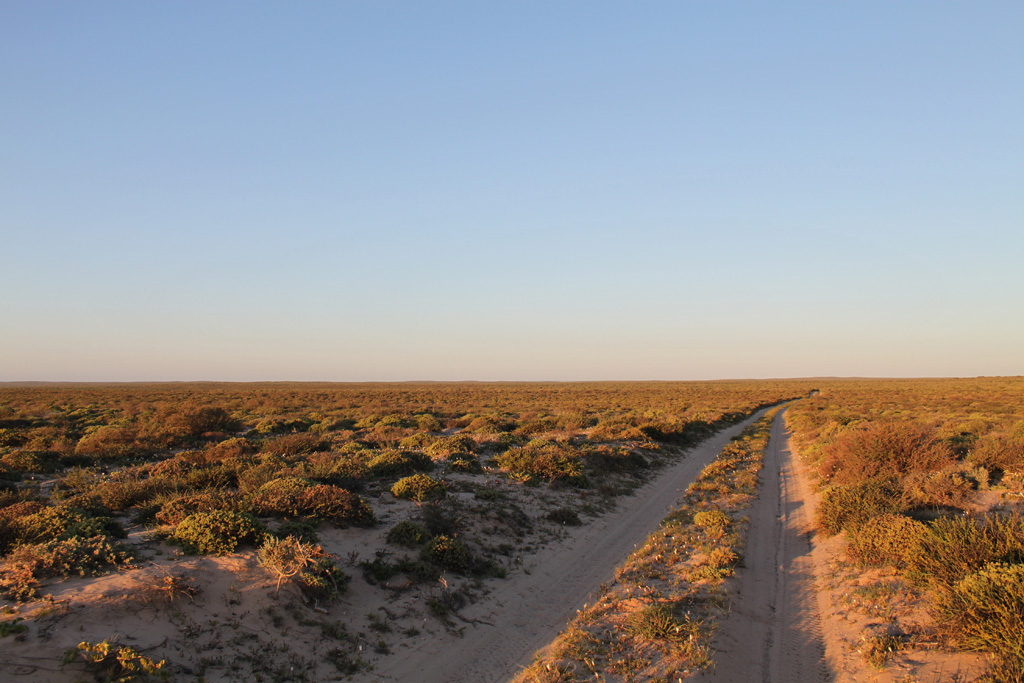
Namaqualândia, fora da estação das flores

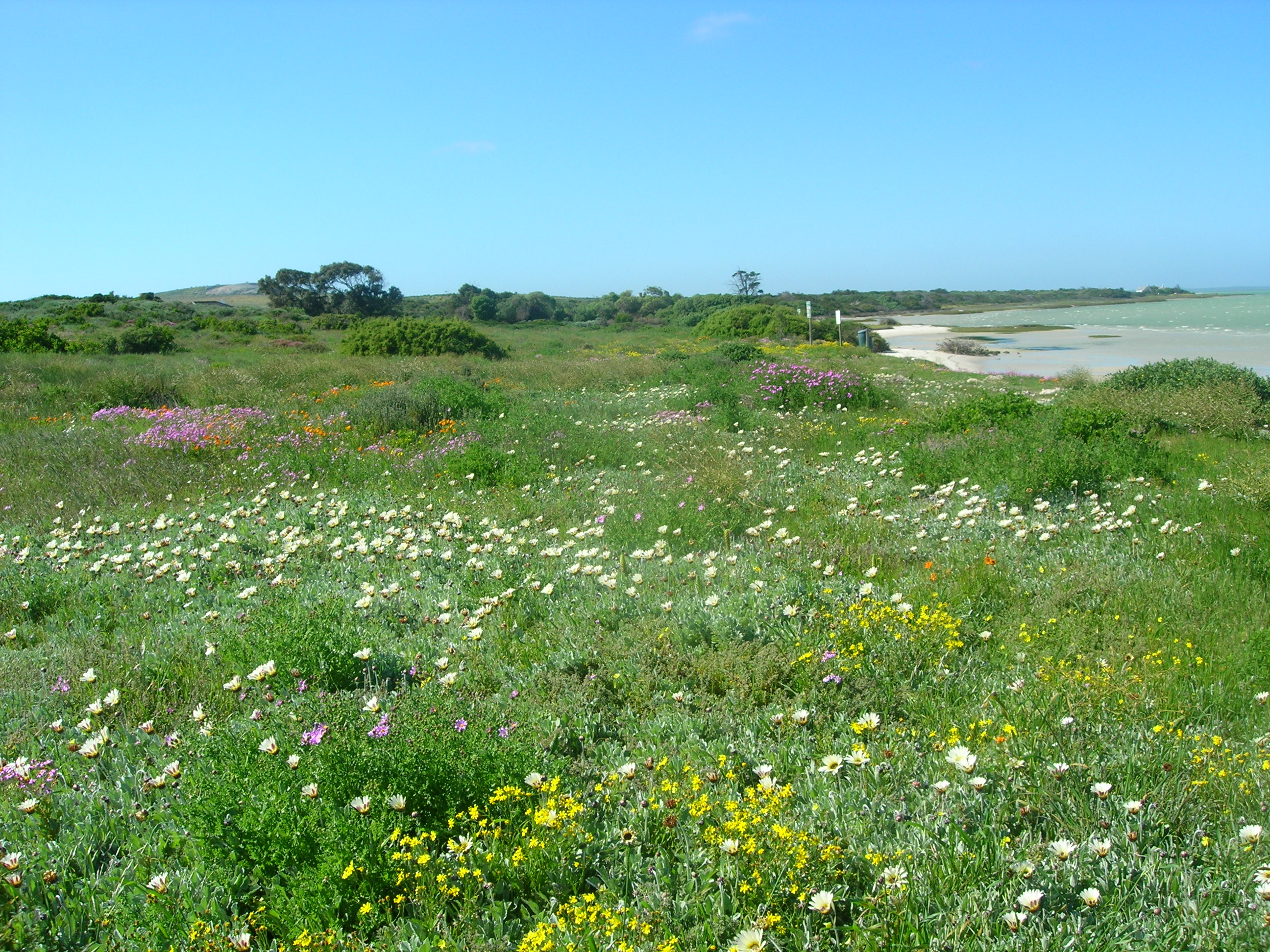
As flores da primavera em Namaqualândia

Namaqualândia ou Namacualândia (em africâner: Namakwaland) é uma região árida da Namíbia e da África do Sul, estende-se ao longo da costa oeste por mais de 1 000 quilômetros (620 mi) e cobre uma área total de 440 000 quilômetro quadrados (170 000 sq mi). É dividida pelo curso inferior do rio Orange em duas porções - Pequena Namaqualândia (Little Namaqualand) ao sul e Grande Namaqualândia (Great Namaqualand) ao norte.
Pequena Namaqualândia fica no município de Namaqua (Namakwa), fazendo parte da província de Cabo Setentrional, na África do Sul. É geograficamente o maior distrito do país, com mais de 26.836 km².  Um município típico é o município local de Kamiesberg. A região do semiárido Succulent Karoo experimenta verões quentes, chuvas esparsas e invernos frios. Já Grande Namaqualândia fica na região de Karas da Namíbia. A Grande Namaqualândia é escassamente povoada pelos namas (namaquas), um povo cói que tradicionalmente habitava a região de Namaqualândia.

## Turismo
A paisagem da área varia de uma faixa costeira não explorada no oeste a áreas semidesertas no nordeste. Famosa por sua proximidade com o Oceano Atlântico, suas flores silvestres durante a primavera, sua riqueza em minerais e história cultural, Namaqualândia é uma região popular para turistas internacionais e locais. A costa de Namaqua e as margens do rio Orange são populares por suas trilhas e roteiros 4x4.
O início da estação das flores varia de ano para ano, mas geralmente ocorre entre agosto e outubro. A paisagem natural é monitorada continuamente, com o primeiro sinal da primavera e da estação das flores sendo a chegada das margaridas em Namaqua. Quando as flores roxas aparecem (Aizoaceae), a primavera está chegando ao fim.
O Parque Nacional Namaqua está situado a oeste da N7, uma das estradas nacionais da África do Sul. Esta área de conservação é um grande hotspot de biodiversidade com a maior concentração de plantas suculentas de qualquer uma das regiões áridas do mundo. Mais de mil de suas estimadas 3.500 espécies de flora não podem ser encontradas em nenhum outro lugar do mundo.
O Parque Transfronteiriço Ai-Ais / Richtersveld, na fronteira da Namíbia e África do Sul, era conhecido como Parque Nacional Richtersveld, na África do Sul, e o Parque de caça Ai-SpringsAis Hot Springs, na Namíbia, antes de os dois parques serem combinados em agosto de 2003. O que antes era o Parque Nacional Richtersveld, é lar de cerca de 30% das espécies suculentas da África do Sul.

## Drenagem
Algumas das cidades mais importantes nesta área são Springbok, sendo a capital desta região, bem como Kleinzee e Koiingnaas, ambas as cidades mineiras privadas pertencentes a De Beers diamante Mines . Esta área é bastante rica em diamantes aluviais depositados ao longo da costa pelo rio Orange. Oranjemund é outra cidade mineira ao longo desta costa, situada na Namíbia, mas muito na fronteira. Como o nome sugere, é na foz do rio Orange que forma a fronteira entre a África do Sul e a Namíbia. A cidade de Alexander Bay está localizada a 5 quilômetros (3,1 mi) do rio, no lado sul-africano, e está ligada a Oranjemund pela ponte Ernest Oppenheimer . Outras ligações que cruzam o rio a montante são um pontão reintroduzido em Sendelingsdrift no Parque Nacional Richtersveld e pontes rodoviárias em Vioolsdrif (a principal passagem de fronteira entre os dois países) e na remota fronteira de Onseepkans .
Uma indústria de pesca vibrante é encontrada ao longo deste trecho da costa oeste da África do Sul, especialmente em Port Nolloth, a principal cidade turística de Namaqualândia, e Hondeklipbaai, ou Dogstonebay, assim chamada por causa de uma grande pedra fora da cidade que, quando vista corretamente, parece vagamente um cachorro sentado. Desde o século 19, o cobre é extraído em Springbok e nas cidades vizinhas, enquanto uma grande mina que extrai cobre, chumbo, zinco e prata está localizada em Aggeneys, a 110 quilômetros (68 mi) mais para o interior.

## Pessoas
A região é conhecida por sua história cultural, que foi preservada pelas tribos namas e coissãs. Os namas são maior grupo de pessoas cóis. Cerca de 80% da população foi brutalmente morta pelo Império Alemão entre 1904 e 1907 em um extermínio racial durante o genocídio dos hererós e namaquas. Os namas tradicionalmente falam a língua nama.

## Ligações externos
- Região de Namakwa - Turismo em Cabo Setentrional
- Município de Namakwa District